# Waldemar Spender
Waldemar Spender (* 6. Dezember 1931 in Oranienburg; † 24. September 1998 in Potsdam) war ein deutscher Lyriker, Erzähler, Hörspiel- und Kinderbuchautor.

## Leben
- 1949 Traktorist (Lanz Bulldog), danach Kulturleiter, Transportarbeiter, Bibliothekar und Buchhändler.
- 1967/70 Studium am Institut für Literatur " Joh. R. Becher"
- 1970/73 künstlerische Aspirantur an der Hochschule für Film und Fernsehen, Potsdam-Babelsberg

## Werke (Auswahl)

### Bücher, Bilderbücher und Erzählungen
- Annegret und Christian Henschel – Verlag Berlin (1962)
- Ans Fenster kommt und seht (Miniautor) Der Kinderbuchverlag Berlin (1968)
- Das Windrad (Miniautor) Der Kinderbuchverlag Berlin (1968)
- Florian und das Mimami. Der Kinderbuchverlag Berlin (1972)
- Kuno, der fliegende Elefant Der Kinderbuchverlag Berlin (1972)
- Als Flups kleiner wurde Der Kinderbuchverlag Berlin (1974)
- Was Gumpel mit seinem Haus erlebte (in: Die Zaubertruhe XX) Der Kinderbuchverlag Berlin (1974)
- Frau Klein liebt Maximilian, Herr Groß liebt Minimalchen Verlag Junge Welt Berlin (1977)
- Bobo Kowalski will nicht mehr Verlag junge Welt Berlin (1978)
- Das Auto frißt die Straße auf Postreiter – Verlag Halle (1978)
- Wie Filip Treumel einen Freund erfand Der Kinderbuchverlag Berlin (1978)
- Was sieht die Ringeltaube? (Miniautor) Der Kinderbuchverlag Berlin (1978)
- Kuno der fliegende Elefant (in: Erzählungen für Vorschulkinder) Verlag Volk und Wissen Berlin (1979)
- Die Eisenbahn hat Stiefel an Der Kinderbuchverlag Berlin (1979)
- Das Baby (in: Erster Kuß mit Schnee) Der Kinderbuchverlag Berlin (1979)
- Kuno der fliegende Elefant (in: Herold`s Gutenacht-Geschichten) Herold-Verlag Stuttgart (1981)
- Vier Pfoten hat ein Katzentier Der Kinderbuchverlag Berlin (1981)
- Von Neujahr bis Silvester (Miniautor) Der Kinderbuchverlag Berlin (1981)
- Sieben Blumensträuße (Miniautor) Verlag Volk und Wissen Berlin (1983)
- Ein junger Kater wünscht sich Mäuse (Miniautor) Der Kinderbuchverlag, Berlin (1983)
- Der Zaunkönig. Ein Rätselbuch. Der Kinderbuchverlag, Berlin (1983)
- Die Eisenbahn hat Stiefel an Lesen und Freizeit-Verlag Ravensburg (1985)
- Das Ausziehbett Postreiter, Verlag Halle (1986)
- Vom Pferd das Auto gefahren ist, Altberliner Verlag (1986)
- Die Schweineschule Postreiter – Verlag Halle (1986)
- Anna Konda Postreiter – Verlag Halle (1988)
- Ein Pferd lernt laufen Postreiter – Verlag Halle (1988)
- Karlinchens große Reise Postreiter – Verlag Halle (1990)
- Er verfasste auch Texte für Chorwerke von Siegfried Bimberg. (Wahrscheinlich " Die Spatzenlieder")

### Hörspiele
- 1961: Annegret und Christian oder Die Tür zur Welt der großen Leute – Regie: Flora Hoffmann (Original-Hörspiel, Kinderhörspiel, Kurzhörspiel – Rundfunk der DDR)